# Pałac w Gądowie
Pałac w Gądowie – obiekt wybudowany w  XVIII w., w miejscowości Gądów.

## Historia
Zabytek jest częścią zespołu pałacowego, w skład którego wchodzą jeszcze: park i spichlerz.